# Naturex
 (mai 2025).
Si vous disposez d'ouvrages ou d'articles de référence ou si vous connaissez des sites web de qualité traitant du thème abordé ici, merci de compléter l'article en donnant les références utiles à sa vérifiabilité et en les liant à la section « Notes et références ».
Naturex est un producteur et commerçant français d'ingrédients à base de végétaux (fruits, légumes, plantes), à destination des industries agroalimentaire, nutraceutique et cosmétique.

## Historique

### De 1992 à 2014
Créée en 1992 avec deux usines, à Avignon et au Maroc, la société fabrique et exporte dans le monde entier des extraits d'arômes végétaux. Elle entre en bourse en 1996.
En 1997, elle étend ses activités au marché nutraceutique et ouvre une filiale à Mamaroneck, dans l'État de New York.
À partir de 2002, la société se lance dans une forte politique de croissance externe avec l'acquisition de la société américaine Brucia Plant Extracts Inc. 
En 2004, elle acquiert une activité d’extraits de romarin, détenue conjointement par les sociétés américaines RFI Ingrédients et Hauser, ce qui lui permet de se positionner sur le marché des antioxydants "naturels". 
En 2005, elle rachète Pure World Inc, une société américaine produisant des extraits de plantes pour les industries agro-alimentaire, nutraceutique, pharmaceutique et cosmétique.
En 2007, elle fait l'acquisition d’Hammer Pharma et HP Botanicals, des sociétés italiennes basées à Milan, qui lui permettent d'entrer sur le marché pharmaceutique. Le rachat de la société américaine Chart Corporation vise à compléter son offre pour l’industrie aromatique et le marché des boissons.
En 2008, elle acquiert la division “Actifs innovants” de la société française Berkem, et ouvre une filiale chinoise basée à Shanghai. Cette nouvelle implantation comprend un laboratoire de Contrôle Qualité dédié au sourcing des matières premières. Elle rachète par ailleurs Scalime nutrition.
En 2010, elle prend le contrôle de la division Ingrédients de Natraceutical. En 2011 suivent les acquisitions des sociétés franco-espagnole Burgundy et polonaise Pektowin, puis en 2012, celle de Valentine, une entreprise indienne spécialisée dans la production de poudres de fruits et légumes et de colorants à base de végétaux pour l’industrie agroalimentaire.
En juin 2012, le PDG fondateur Jacques Dikansky est déclaré fort malade, il décède le 30 septembre 2012, des suites d’une longue maladie. La société nomme à sa tête Thierry Lambert, alors Directeur Administratif et financier et cofondateur du groupe.
À la fin de l'année 2012, le rachat du leader mondial des extraits de cranberry, Decas botanical synergies, vient renforcer le portefeuille d'ingrédients santé de Naturex. La politique de croissance externe est maintenue. 
En 2014, Naturex fait l'acquisition de Chile Botanics, expert en quillaia, un agent moussant végétal, ainsi que des activités quillaia et yucca de Berghausen Corporation, alors distributeur de Chile Botanics aux États-Unis. En mai 2014, Naturex double la taille de son activité Food & Beverage aux États-Unis avec l'acquisition de Vegetable Juices Inc, une entreprise spécialisée dans la production et la commercialisation d'ingrédients à base de légumes. En octobre 2014, Olivier Rigaud prend la tête de Naturex au poste de directeur général.

### Depuis 2015
En 2015, Naturex dévoile Bright2020 son plan stratégique à 5 ans, fondé sur 6 axes de développement et quatre catégories stratégiques : les colorants végétaux, les fruits et légumes de spécialité, les antioxydants et les phytoactifs. En 2016, Naturex lance Ingenium, son programme d’innovation ouverte (Open Innovation) dont l’objectif est d’accompagner le progrès technologique, en soutenant des initiatives novatrices provenant de différentes sources externes à l’entreprise.
En 2018, Givaudan annonce l'acquisition de Naturex, entreprise française ayant 1 700 employés spécialisée dans les ingrédients d'origines végétales, pour 1,3 milliard d'euros, après avoir acquis une participation minoritaire dans ce dernier pour 522 millions d'euros35. En juin 2018, Givaudan reçoit un feu vert de l'AMF sur son projet d'OPA sur le solde du capital de Naturex36.

### Depuis 2018
En 2018, Naturex a été acquis par le groupe suisse Givaudan.

## Développement durable
En 2008, Naturex crée la Fondation Naturex dont la vocation est de soutenir les projets des populations dans les pays où le groupe source ses matières premières, par exemple au Maroc et au Pérou.
En 2013, Naturex a établi un partenariat avec le laboratoire GREEN de l’Université d’Avignon pour créer un nouveau centre : ORTESA (acronyme pour Optimisation et Recherche de Technologies d’Extraction et Solvants Alternatifs). Le projet, soutenu par une subvention de 300 000€ de l’Agence nationale de la recherche (ANR) a pour but de développer des éco-extraits en utilisant des solvants ou technologies alternatives, en valorisant les co-produits, en réduisant les opérations unitaires et en limitant la dénaturation de la matière végétale extraite.